# Деньги на двоих
«Деньги на двоих» (англ. Two for the Money) — американский спортивно-драматический кинофильм 2005 года режиссёра Ди Джея Карузо с Аль Пачино, Мэттью Макконахи, Рене Руссо и Карли Поуп в главных ролях. Фильм о мире спортивных азартных игр. Он был выпущен 7 октября 2005 года. Это был первый фильм о Моргане Крике, распространяемый Universal Pictures со времён «Кадиллака» в 1990 году.

## Сюжет
Из-за тяжёлой травмы игравший в колледже в американский футбол Брэндон Лэнг вынужден прекратить спортивную карьеру, он занимается предсказанием матчей в этом виде спорта. Его поразительная точность прогнозов вызывает интерес со стороны главы одной из крупнейших американских спортивных консалтинговых компаний Уолтера Аббрамса, который уговаривает его переехать в Нью-Йорк.
Его глубокие знания особенностей игры, профессиональных лиг и игроков приводят к большим выигрышам и состоятельным клиентам. Выходящее на кабельном телевидении шоу Абрамса The Sports Advisors становится более популярным, когда в эфире в качестве одного из ведущих появляется Брэндон Лэнг, выбравший себе псевдоним «Джон Энтони». Происходящее вызывает недовольство Джерри Сайкса, ранее бывшего главным аналитиком Аббрамса. Лэнг с помощью супруги своего начальника и парикмахера-стилиста Тони полностью меняет свой имидж, обзаведясь новой машиной, гардеробом и образом.
Но в дальнейшем в аналитике Лэнга всё большую долю начинают занимать догадки, а не точный расчёт. Аналитик даже подвергается нападению со стороны одного из своих клиентов, потерявшем большие деньги на неверном прогнозе. Всё это приводит к осложнению его отношений с Уолтером.
Вся новая жизнь Лэнга полностью зависит от верности его прогнозов, на основании которых в тайне ото всех делает серьёзные ставки сам Абрамс (страдающий от алкогольной и игровой зависимости и также подозревающий возможный роман между Брэндоном и Тони).
Свой последний прогноз на игру Лэнг делает на основании подброшенной монеты, и волею судьбы он оказывается верным. Брэндон уезжает из Нью-Йорка и начинает работать тренером футбольной команды в юношеской лиге.

## В ролях
| Актёр            | Роль                       |
| ---------------- | -------------------------- |
| Мэттью Макконахи | Брэндон Лэнг (Джон Энтони) |
| Аль Пачино       | Уолтер Абрамс              |
| Рене Руссо       | Тони Морроу                |
| Джереми Пивен    | Джерри Сайкс               |
| Карли Поуп       | Тэмми                      |
| Майкл Роджерс    | Стью                       |
| Джейми Кинг      | Александрия                |